# Беньє (випічка)
Беньє (фр. beignet, фр.: [bɛɲɛ]; дослівно гуля від удару) — це різновид фритерів (пампухів) або смаженої у фритюрі випічки, яка у Франції зазвичай готується з дріжджового тіста, можливо, виготовленого з заварного тіста (фр. pâte à choux) і називається фр. Pets-de-nonne, фр. nun's fart у Франції, але також може виготовлятися з інших видів тіста, в тому числі дріжджового. У Франції є щонайменше 20 різних версій. Вони можуть бути різними за формою, борошном, яке використовується для тіста, і начинкою. Вони популярні у французькій, італійській та франко-американській кухнях.

## Типи
Термін беньє можна застосувати до двох різновидів, залежно від типу тіста. Беньє у французькому стилі в Сполучених Штатах має специфічне значення смаженого у фритюрі заварного тіста.
Беньє також можна приготувати з дріжджового тіста, яке французькою мовою може називатися boules de Berlin, що означає берлінські пончики, у яких немає типового отвору для пончиків, наповнених фруктами чи джемом.
На Корсиці беньє готують з каштанового борошна (beignets de farine de châtaigne) відомі як італ. fritelli.
У канадській французькій мові пончики називаються або beigne, або beignet.

## Луїзіана
Беньє у луїзіанському стилі — це квадратні або прямокутні смажені тістечка, виготовлені з дріжджового тіста, а не з заварного тіста. У Новому Орлеані вони найбільш відомі як сніданок, який подають із цукровою пудрою. Їх традиційно вживаються свіжими та гарячими. Варіації смаженого тіста можна знайти в різних кухнях світу; однак походження терміна beignet є виключно французьким. У Сполучених Штатах беньє користуються популярністю в креольській кухні Нового Орлеана, їх також можна подавати як десерт. Вони були привезені до Нового Орлеана у XVIII столітті французькими колоністами зі «старої батьківщини», також розповсюджені акадійцями і стали значною частиною домашньої креольської кухні. Варіації часто містять банан або плантан – популярні в портовому місті фрукти – або ягоди.

## Приготування
Інгредієнти, які традиційно використовуються для приготування беньє, включають:
- тепла вода
- гранульований цукор
- згущене молоко
- хлібне борошно
- кондитерський жир
- олія або сало, для смаження у фритюрі
- цукрова пудра

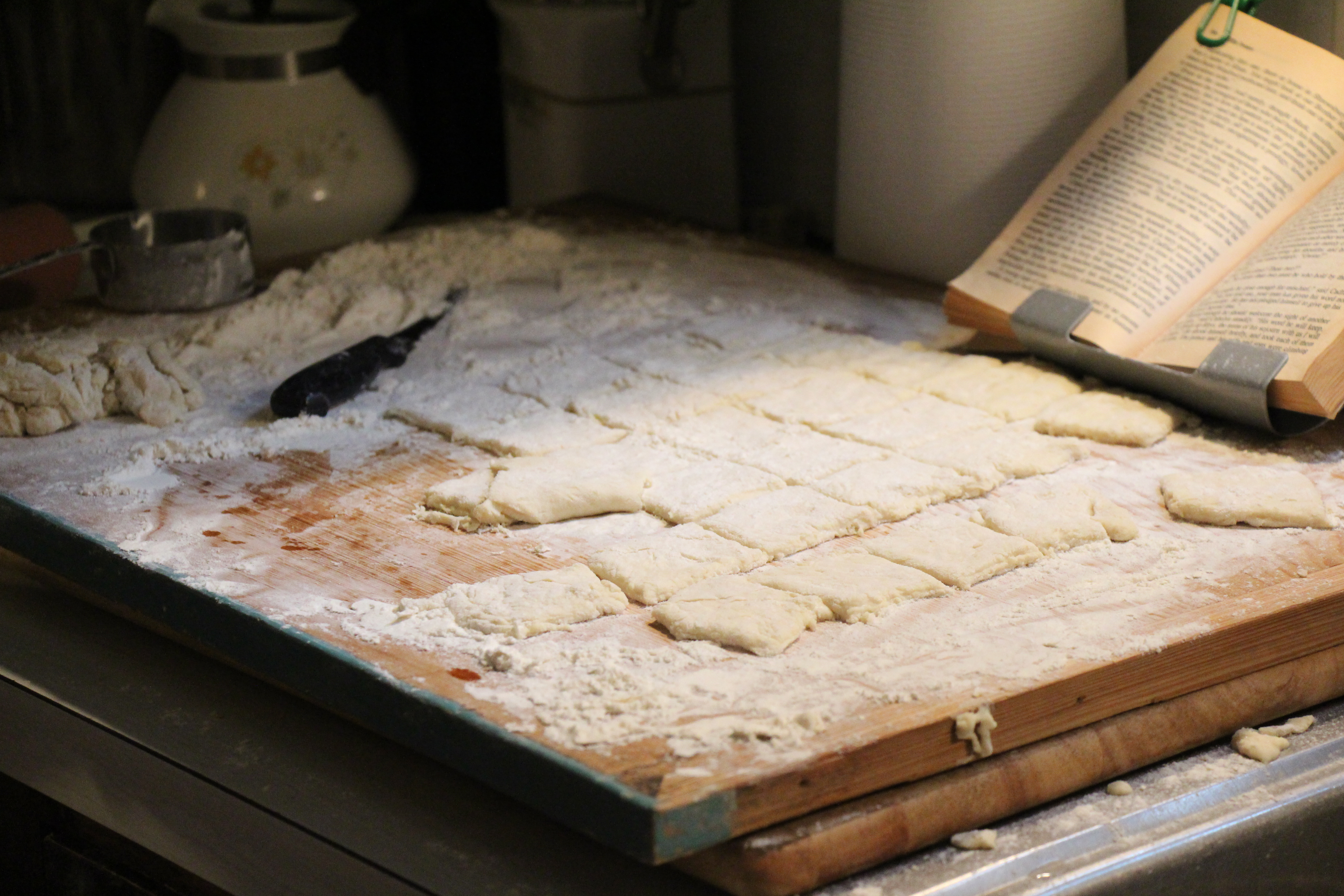
Беньє перед смаженням
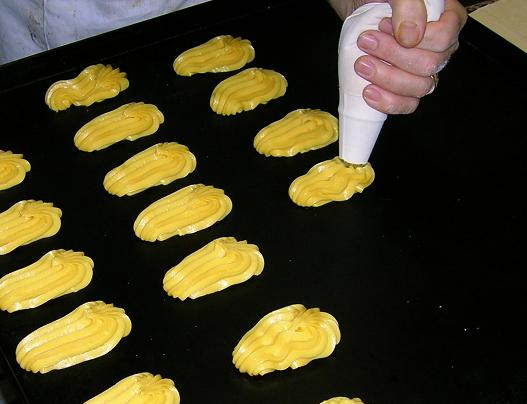
Викладання заварного тіста для беньє
- Приготування беньє у Café du Monde (Новий Орлеан)

## Дивись також
- Чурос
- Пампухи
- Пончик

## Подальше читання
- Ів Тюріес, французький кондитерський виріб ,ISBN 0-471-28598-6
- Розана Г. Морейра та ін., Смаження у глибокому жирі: основи та застосування ,ISBN 0-8342-1321-4